# Jacques Nizart
Jacques Nizart (Fontainebleau, 1935) is een Frans voormalige diplomaat en burgemeester. Hij was ambassadeur in Mauretanië, Sierra Leone en Suriname en van 2001 tot 2005 burgemeester van Fontainebleau.

## Biografie
Nizart is geboren en getogen in Fontainebleau, ten zuiden van Parijs. Hij slaagde voor hogeronderwijsopleidingen in Parijs in literatuur en politicologie. In het departement Cantal werd hij in 1959 stafchef (chef de cabinet) van de prefect. Daarna keerde hij terug naar Parijs waar hij stafchef werd op ministeries van Binnenlandse Zaken, Buitenlandse Zaken en Landbouw.
Hij was van 1971 tot 1976 de budgetvertegenwoordiger van senator Paul Séramy, de toenmalige burgemeester van Fontainebleau. Tussendoor, in 1973, stelde Nizart zich verkiesbaar in de 5e kieskring. Hij stapte uiteindelijk op bij Séramy vanwege uit de hand gelopen vastgoedprojecten. Hij was adviseur van verschillende ministers, zoals Edgard Pisani en Alain Peyrefitte.
Vanaf circa 1980 was hij ambassadeur in Mauretanië. Later, tot juli 1990, was hij consul-generaal in Düsseldorf. In september 1990 werd hij benoemd tot ambassadeur voor Sierra Leone. Toen hij in 2001 terugkeek op zijn diplomatieke carrière, zei hij: "Ik heb geassisteerd bij meerdere staatsgrepen. Op 2 mei 1994 werd hij benoemd tot ambassadeur voor Suriname. In deze functie werd hij in juni 1998 opgevolgd door Olivier Pelen.
Terug in Frankrijk, stelde hij zich in november 2000 kandidaat voor het burgemeesterschap van Fontainebleau. Hij werd door Le Parisien een kandidaat uit het politieke midden genoemd. Hij werd gekozen en trad aan op 18 maart 2001. Op 16 oktober 2005 werd hij opgevolgd door Frédéric Valletoux.